# Joaquín Iturri
Joaquín Iturri nacido en Guipúzcoa (España) en el año 1906. Fue un ciclista español, profesional entre los años 1924 y 1946, durante los que consiguió 7 victorias. 
Era un corredor que destacó en el ciclocrós, siendo el primer ganador del Campeonato de España de Ciclocrós en 1929. 

## Palmarés
| 1928 - Irún - Subida a Igeldo 1929 - San Sebastián - Mondragón - Campeonato de España de Ciclocrós | 1931 - Campeonato de San Sebastián - San Sebastián - 2.º en el Campeonato de España de Ciclocrós |

## Equipos
- Real Sociedad (1924-1927)
- Dilecta (1928-1929)
- C. D. Fortuna (1930-1931)
- Unión de Irún-Orbea (1932-1933)
- C. D. Fortuna (1934-1935)
- Veloz Club (1936-1939)
- C. D. Fortuna (1940-1946)